# Aloe arenicola
Aloe arenicola é uma espécie de liliopsida do gênero Aloe, pertencente à família Asphodelaceae.